# Constance Stone
Constance Stone, född 1856, död 1902, var en australisk läkare.
Hon blev 1890 den första kvinnliga läkaren i sitt land. 